# Barranco de las Angustias
Barranco de las Angustias este o arie protejată (arie specială de conservare — SAC, sit de importanță comunitară — SCI) din Spania întinsă pe o suprafață de 1.699 ha, integral pe uscat.

## Localizare
Centrul sitului Barranco de las Angustias este situat la coordonatele 28°41′27″N 17°54′34″W / 28.6909°N 17.9094°V.

## Înființare
Situl Barranco de las Angustias a fost declarat sit de importanță comunitară în octombrie 1999 pentru a proteja un număr necunoscut de specii din flora spontană și fauna sălbatică aflate în arealul zonei. Situl a fost protejat și ca arie specială de conservare în ianuarie 2010.

## Biodiversitate
Situată în ecoregiunea , aria protejată conține 3 habitate naturale: Tufărișuri termo-mediteraneene și de pre-deșert, Păduri de pin endemic canariene, Pante stâncoase silicioase cu vegetație casmofită.
La baza desemnării sitului se află un număr nedeclarat de specii protejate.